# Megisba strongyle
Megisba strongyle is een vlinder uit de familie van de Lycaenidae. De wetenschappelijke naam van de soort is voor het eerst gepubliceerd in 1860 door Cajetan Freiherr von Felder.
De soort komt voor in Indonesië, Papoea-Nieuw-Guinea en Australië.

## Ondersoorten
- Megisba strongyle strongyle
- Megisba strongyle aenigma Eliot & Kawazoé, 1983
- Megisba strongyle caudata Eliot & Kawazoé, 1983
- Megisba strongyle clerica Fruhstorfer, 1918
- Megisba strongyle monacha Grose-Smith, 1894
- Megisba strongyle nigra (Miskin, 1890)
- Megisba strongyle orientalis (Joicey & Talbot, 1916)
- Megisba strongyle strongyloides Fruhstorfer, 1918